# 루앙 가르시아 테이셰이라
루앙 가르시아 테이셰이라(포르투갈어: Luan Garcia Teixeira, 1988년 3월 7일 ~ )는 짧게 루앙이라고도 불리는 브라질의 축구 선수로, 포지션은 센터백이다. 2017년 현재 캄페오나투 브라질레이루 세리이 A의 SE 파우메이라스에서 활약하고 있다.

## 선수 기록
| 선수 기록   | 선수 기록      | 선수 기록   | 리그 | 리그 | FA컵 | FA컵 | 리그컵 | 리그컵 | 대륙대회 | 대륙대회 | 총합 | 총합 |
| 시즌        | 구단           | 리그        | 출장 | 득점 | 출장 | 득점 | 출장   | 득점   | 출장     | 득점     | 출장 | 득점 |
| 브라질      | 브라질         | 브라질      | 리그 | 리그 | FA컵 | FA컵 | 주리그 | 주리그 | 대륙대회 | 대륙대회 | 총합 | 총합 |
| ----------- | -------------- | ----------- | ---- | ---- | ---- | ---- | ------ | ------ | -------- | -------- | ---- | ---- |
| 2013        | 바스쿠 다 가마 | 세리이 A    | 9    | 0    | 1    | 0    | 2      | 0      | -        | -        | 12   | 0    |
| 2014        | 바스쿠 다 가마 | 세리이 B    | 25   | 0    | 4    | 0    | 18     | 0      | -        | -        | 47   | 0    |
| 2015        | 바스쿠 다 가마 | 세리이 A    | 25   | 0    | 3    | 0    | 16     | 4      | -        | -        | 44   | 4    |
| 2016        | 바스쿠 다 가마 | 세리이 B    | 28   | 5    | 6    | 0    | 16     | 1      | -        | -        | 50   | 6    |
| 2017        | 바스쿠 다 가마 | 세리이 A    | 0    | 0    | 2    | 0    | 6      | 0      | -        | -        | 8    | 0    |
| 2017        | 파우메이라스   | 세리이 A    | 10   | 0    | 0    | 0    | -      | -      | 2        | 0        | 12   | 0    |
| 커리어 통산 | 커리어 통산    | 커리어 통산 | 97   | 5    | 16   | 0    | 58     | 5      | 2        | 0        | 173  | 10   |

## 수상

### 구단

#### 바스쿠 다 가마
- 캄페오나투 카리오카 : 2015, 2016

### 국가대표

#### 브라질 올림픽
- 올림픽 축구 : 2016 금메달

#### 브라질 U-20
- 케이프타운 국제 챌린지 : 2012

### 개인
- 캄페오나투 카리오카 올해의 팀 : 2016